# Parc Chitgar
Chitgar est un quartier de l'ouest de Téhéran, la capitale de l'Iran. C'est dans ce quartier que se trouve le parc forestier de Chitgar.
Le Parc Forestier de Chitgar est situé dans la Province de Téhéran en Iran. C'est une forêt artificielle immense couvrant une surface de 14,5 hectares à l'ouest de square Téhéran. Il se situe le long du tracé du district 22 de Téhéran. Il y a aussi dans le parc différentes rampes d'accès et des facilités pour le cyclisme et le skating. C'est l'un des plus grands parcs de la province que l'on peut visiter toute l'année.
Ce parc est très populaire parmi la population de Téhéran et Karaj et est situé sur le chemin des vents de l'est-ouest de la province ce qui a pour effet de purifier l'air de Téhéran. 
Le parc de Chitgar est desservi par l'autoroute Téhéran-Karaj et par la ligne 5 du métro de Téhéran (le nom de la station s'appelle aussi Chitgar). Le parc forestier est alimenté en eau par le cours des Kan et Vardavard. La construction d'un lac artificiel est prévu entre les deux collines du Chitgar.